# 向日葵行動

1941年的西部沙漠战场。

向日葵行动（德语：Unternehmen Sonnenblume）是第二次世界大战期间德国军队（德意志非洲军）部署至北非战场的一场军事行动，当英国在罗盘行动中发动攻势歼灭了意大利第10集团军之后，这些军队用来增援在利比亚的意军残余部队。
1941年2月6日行动的命令由德国国防军最高统帅部（Oberkommando der Wehrmacht）下达给陆军总司令部（Oberkommando des Heeres）和空军总司令部（Oberkommando der Luftwaffe）。两天后首个单位离开那不勒斯前往非洲并于2月11日到达，2月14日第5轻装师（后来更名第21装甲师）的首个单位到达利比亚的黎波里，这些单位包括第3侦察营和第39反戰車大队，它们立即被派往苏尔特的前线。
在接下来的几个月裡有更多第5轻装师的单位到达并且第15装甲师在5月份被投入到北非。

## 第5轻装师
1941年3月8日至11日，第5轻装师的第5装甲团分两次被运送至北非。该团拥有戰車达155辆，包括25辆一號戰車，45辆二號戰車，61辆三號戰車，17辆四號戰車，3辆小型装甲指挥车和4辆装甲指挥车。

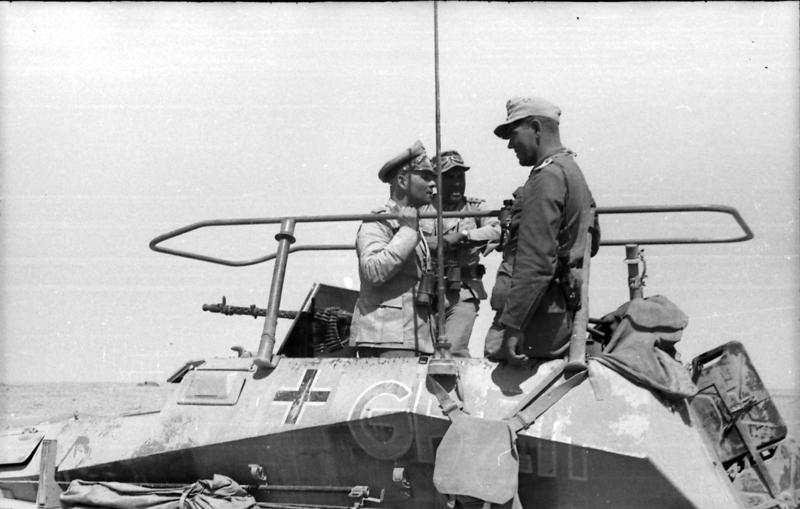
埃尔温·隆美尔（左起第一个）在他SdKfz.250/3.型半履带指挥车上。

当该团的戰車在那不勒斯港被装上意大利货船后，勒沃庫森（Leverkusen）号货船起火并沉没，导致损失了船上的10辆三号戰車和3辆四号戰車。10辆替代的三号戰車——包括F型和G型——是从第6装甲团征用，另外4月10日至14日期间， 3辆新生产的Es型四号戰車被船运至利比亚。然而，直到4月29日以前它们都没有到达该团。
另外的25辆A型一号戰車被船运至北非以加强该团，于5月10日到达的黎波里。
因此驻北非的第5轻装师名义上的最大兵力是：
- 50辆一號戰車
- 45辆二號戰車
- 71辆三號戰車
- 20辆四號戰車
- 3辆小型装甲指挥车
- 4辆装甲指挥车

全部第5装甲团的戰車仍被涂上暗灰色并带有第3装甲师的标志（倒过来的Y加上两竖）。

## 第15装甲师
在1月18日被分配到由第33步兵师新组建的第15装甲师之前，第8装甲团原来隶属于第10装甲师。
1941年4月25日至5月6日第8装甲团被分三次船运至北非。该团拥有146辆戰車的兵力，包括45辆二号戰車，71辆三号戰車，20辆四号戰車，4辆小型装甲指挥车和6辆装甲指挥车。至5月28日，全团在前线集结。

## 戰車改装
随着1939至1940年间发生的战斗，德國陆军处於将其所有戰車设计都增加装甲厚度的过程中，因此工厂生产的戰車拥有更厚的装甲。然而，对那些已经在服役的戰車，在战场上进行改装，装甲板被固定在戰車上，以带给它们新的标准。
第5和第8装甲团在向日葵行动中被船运至北非的大多数戰車接受了这些战斗改装，另外有少量戰車則是工厂生产的新型車款。
所有被派往北非的戰車也针对热带条件进行了改装，这包括改进发动机的空气冷却循环，提高散热风扇的速度和在戰車后部装甲的舱盖上打孔。

## 脚注
1. ↑  Jentz, p. 214
2. 1 2 3 4 5  Jentz, p. 37
3. ↑  Jentz, p. 215
4. ↑  Jentz, p. 36
5. ↑  Jentz, p. 38
6. 1 2  Jentz, p. 24-38